# The Saint Strikes Back
Pour les articles homonymes, voir Le Saint.
Série
The Saint in New York
(1938) The Saint in London
(1939)
Pour plus de détails, voir Fiche technique et Distribution.
The Saint Strikes Back est un film américain réalisé par John Farrow, sorti en 1939, d'après le roman de Leslie Charteris Les Anges des Ténèbres (Angels of doom) publié en 1931.

## Synopsis
Le Saint aide la fille d'un policier de San Francisco compromis par des malfaiteurs. Lors de la Saint-Sylvestre à San Francisco, Simon Templar manque d'être tué par un gangster, Tommy Voss, en voulant sauver une jeune criminelle nommée Valerie Travers, fille d'un ancien policier tombé en disgrâce. En se défendant, il abat Voss. Alors que la police de San Francisco le garde comme témoin, Simon s'évade et gagne New York pour élucider l'affaire avec l'inspecteur Fernack.

## Fiche technique
- Réalisation : John Farrow
- Scénario : John Twist et A.C.Edington, d'après le roman Angels of doom de Leslie Charteris
- Images :  Frank Redman
- Musique : Roy Webb
- Son : Earl A. Wolcott
- Montage : Jack Hively
- Production : RKO Radio Pictures
- Producteur : Robert Sisk
- Distribution : RKO Radio Pictures
- Genre : film policier
- Pays :  États-Unis
- Année de tournage : 1939
- Durée : 67 minutes
- Format : 35mm - noir et blanc
- Date de sortie :
  - États-Unis : 10 mars 1939

## Distribution
- George Sanders : Simon Templar
- Wendy Barrie : Val Travers
- Jonathan Hale : Inspecteur Henry Fernack
- Jerome Cowan : Cullis
- Barry Fitzgerald : Zipper Dyson
- Neil Hamilton : Allan Breck
- Robert Elliott : Chef Inspecteur Webster
- Russell Hopton : Harry Donnell
- Edward Gargan : Pinky Budd
- Robert Strange : Le commissaire de police
- Gilbert Emery : Martin Eastman
- James Burke : Officier de police du quartier général
- Nella Walker : Mrs.Betty Fernack

## Commentaires
Après le succès de The Saint in New York, RKO veut continuer la série et met en chantier très vite un deuxième film des aventures du Saint.
Louis Hayward se montre réticent à reprendre son rôle  (il vient de triompher dans The Duke of West Point d' Alfred E. Green) et veut la certitude que le nouveau film du Saint sera de grande qualité. La société de production RKO engage le comédien George Sanders (1906-1972) pour le remplacer. Ce dernier déplaît à l'auteur Leslie Charteris qui ne cessera tout au long de sa vie de le critiquer. D'autre part, Sanders était sous contrat avec la 20th Century Fox, ce qui va dans un premier temps poser un problème.
Initialement, le film annoncé portait le titre de "The Saint Strikes Twice", basé sur un scénario de A.C. Edington, adapté du roman de Leslie Charteris "She was a Lady" qui aux Etats-Unis est sorti sous le titre "Angels of Doom" et en France chez Arthème Fayard sera traduit par "Les anges des ténèbres".
Hayward indisponible et n'étant pas sous contrat avec le studio, la RKO fait réécrire l'adaptation par le scénariste John Twist sous le titre "The Saint Strikes Back". Au poste de producteur, Robert Sisk remplace William Sistrom.
George Sanders, qui se fera remarquer en 1940 dans le rôle du cousin de Rebecca d'Alfred Hitchcock, joue ici le premier des cinq films du Saint qu'il tournera jusqu'en 1941. Physiquement, le comédien n'a guère le physique d'un séducteur. Toutefois, il a les qualités requises pour faire un parfait gentleman anglais, rôle qu'il a l'habitude de tenir à l'écran.
Dans le film, le Saint rencontre Valérie Travers dont le rôle est tenu par Wendy Barrie connue pour La Vie privée d'Henry VIII (1933) d'Alexandre Korda et Le Chien des Baskerville (1939) de Sidney Lanfield. Cette comédienne qui a arrêté très tôt sa carrière au cinéma  (se dédiant alors exclusivement à la télévision) au  reviendra dans The Saint Takes Over dans un autre rôle. Jonathan Hale retrouve son rôle d'inspecteur Fernack du précédent film. Il reprendra le rôle régulièrement dans les films produits par la RKO.
A sa sortie, le film est un succès et rapporte pour un budget de 128 000 dollars la somme de 460 000 dollars. C'est le premier film avec le thème musical du Saint. On ignore qui l'a composé mais Leslie Charteris se l'est approprié. Il perdure jusque dans les séries TV et les plus récentes adaptations au cinéma.

## DVD
Le film a été édité en DVD par les éditions Montparnasse.